# Lasioglossum absurdiceps
Lasioglossum absurdiceps là một loài Hymenoptera trong họ Halictidae. Loài này được Timberlake mô tả khoa học năm 1962.